# Коган, Юрий Владимирович
Ю́рий Влади́мирович Ко́ган (род. 20 ноября 1950 года, Овруч Житомирская область СССР) — российский политический и государственный деятель. Депутат Государственной Думы четвёртого (2003—2007) и пятого созывов (2007—2011), от фракции ЛДПР.

## Биография
Родился 20 ноября 1950 года в Овруч (ныне Житомирской области Украины). В 1973 году окончил Ульяновский государственный педагогический институт. Работал корреспондентом в газете Ульяновского машиностроительного завода имени Володарского.
В 1995 году работал помощником депутата Государственной думы, вёл программу «Говорит и показывает ЛДПР» на местном телевидении. В 1999 году — координатор ульяновской организации ЛДПР.
7 декабря 2003 года баллотировался от ЛДПР в Госдуму одновременно по мажоритарному округу и по партийному списку. Кроме того, он входил в список на выборах в региональный парламент. В округе Коган получил 8,2 % голосов избирателей и занял 5 место, однако ему удалось пройти в региональный парламент, где он возглавил комитет по правам человека и обращениям граждан. 16 января 2004 года Коган на телеканале «2х2 на Волге» начал вести свою авторскую программу «Говорит и показывает ЛДПР», которая взяла за информационную основу жалобы граждан.
5 декабря 2004 года на довыборах по 181-му Ульяновскому одномандатному округу избран депутатом Государственной думы четвёртого созыва. Коган получил 24,96 % голосов избирателей (75 653 голоса). Его ближайшим соперником был гендиректор закрытого акционерного общества «Строительная компания» Николай Абрамов. Вошёл во фракцию ЛДПР.
В 2007 году избран депутатом Государственной думы пятого созыва от Самарской области. Вошёл в состав фракции ЛДПР. Член Комитета по собственности.
Был одним из авторов законопроекта, внесённого 28 апреля 2008 года, о запрете рекламы пива на телевидении с 22 до 24 часов.
В 2010 году баллотировался на пост мэра города Самара. Набрав 4,06 % голосов избирателей (14213 человек), занял 4 место.
В декабре 2010 года отстранён от курирования Ульяновского регионального отделения ЛДПР (вместо Когана куратором стал Андрей Луговой, и назначен куратором Липецкого регионального отделения ЛДПР, сменив на этом посту Ирину Горькову. Депутатом курировал Самарскую и Липецкую партийную организацию ЛДПР.

## Интересные факты
- В 2007—2008 помощником депутата Юрия Когана являлся представитель Неверовской ОПГ в Тольятти Андрей Марьянов.[4]
- В 2010 году Ю.Коган на площади Дорогомиловской Заставы, нарушил правила дорожного движения, игнорировал требования сотрудника ГИБДД, водитель бросил автомобиль и скрылся с места ДТП.[5]